# Zasłonak ostry

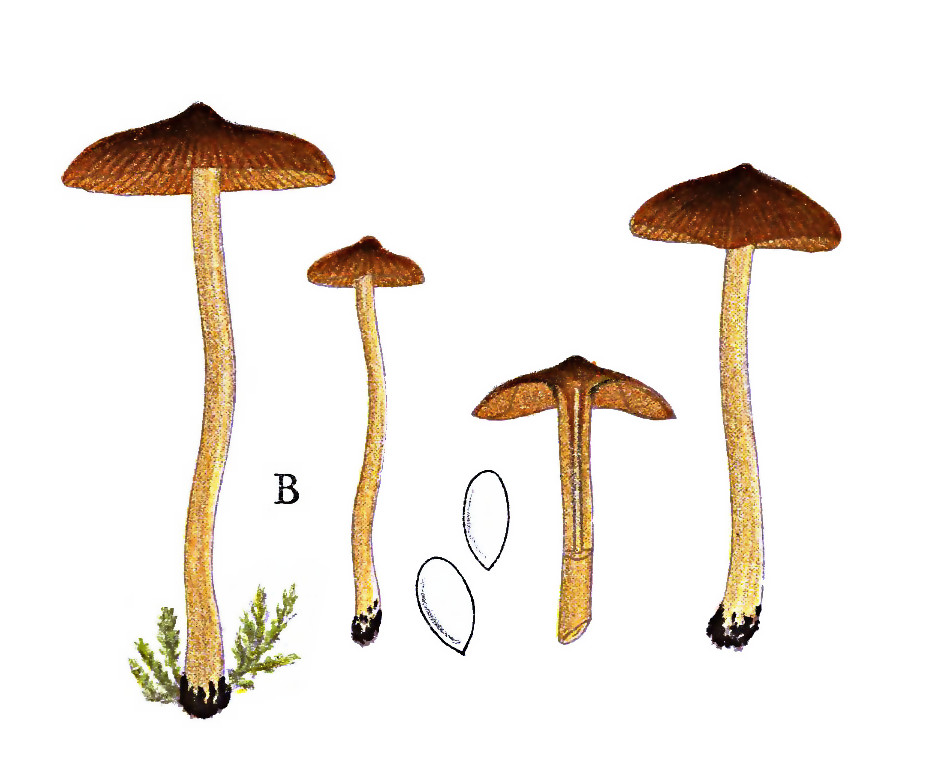
Morfologia

Zasłonak ostry (Cortinarius acutus (Pers.) Fr.) – gatunek grzybów należący do rodziny zasłonakowatych (Cortinariaceae).

## Systematyka i nazewnictwo
Pozycja w klasyfikacji według Index Fungorum: Cortinarius, Cortinariaceae, Agaricales, Agaricomycetidae, Agaricomycetes, Agaricomycotina, Basidiomycota, Fungi.
Po raz pierwszy opisał go w 1801 r. Christiaan Hendrik Persoon, nadając mu nazwę Agaricus acutus. Obecną, uznaną przez Index Fungorum nazwę nadał mu w 1838 r. Elias Fries, przenosząc go do rodzaju Cortinarius. Synonimy:

- Agaricus acutus Pers. 1801
- Agaricus acutus Pers. 1801 var. acutus
- Agaricus acutus var. paludosus Fr. 1818
- Cortinarius acutostriatulus Rob. Henry 1968
- Cortinarius acutus (Pers.) Fr. 1838 var. acutus
- Cortinarius striatuloides Rob. Henry 1968
- Hydrocybe acuta (Pers.) Wünsche 1877

Polską nazwę nadał mu Andrzej Nespiak w 1981 r.

## Morfologia
Kapelusz
Średnica 1–2 cm. Początkowo stożkowaty, potem kolejno spiczasto-łukowaty, dzwonkowaty i płasko rozpostarty ze spiczastym garbem. Powierzchnia gładka, u młodych okazów z białymi włókienkami będącymi pozostałością zasnówki. Jest higrofaniczny; podczas wilgotnej pogody ma barwę jasnoochrową i aż po garb jest prążkowany z prześwitującymi blaszkami, podczas suchej jest kremowocielisty. Brzeg ostry z resztkami zasnówki.
Blaszki
Wąsko przyrośnięte, szerokie. U młodych owocników kremowocieliste, u starszych brązowawe. Na ostrzach białe rzęski.
Trzon
Wysokość 4–7 cm, grubość 2–3,5 mm, kruchy, walcowaty, początkowo pełny, potem pusty. Powierzchnia u młodych owocników gęsto pokryta białymi włókienkami, u starszych naga, ochrowobrązowa, i tylko w niektórych miejscach pokryta białymi łuskami lub włókienkami.
Gatunki podobne
Ze względu na swoje niewielkie rozmiary, prążkowany kapelusz i spiczasty garb jest to gatunek łatwy do odróżnienia od innych zasłonaków.

## Występowanie i siedlisko
Występuje w Ameryce Północnej, Europie i Nowej Zelandii. W Europie występuje od Hiszpanii przez Anglię i Islandię po około 65° szerokości geograficznej na Półwyspie Skandynawskim. Brak informacji o jego występowania w Europie Wschodniej i Południowo-wschodniej. W piśmiennictwie naukowym podano wiele jego stanowisk na terenie Polski, jest jednak rzadki. Znajduje się na Czerwonej liście roślin i grzybów Polski. Ma status R – gatunek potencjalnie zagrożony z powodu ograniczonego zasięgu geograficznego i małych obszarów siedliskowych. Znajduje się na listach gatunków zagrożonych także w Niemczech.
Rośnie na ziemi w lasach iglastych i mieszanych, wśród mchów pod świerkami i sosnami. Owocniki wytwarza od września do listopada. Częściej spotykany jest na kwaśnych glebach w górskich lasach, wśród mchów pod świerkami.

## Znaczenie
Naziemny grzyb mykoryzowy. Grzyb niejadalny.